# Stadtkirche Krakow am See

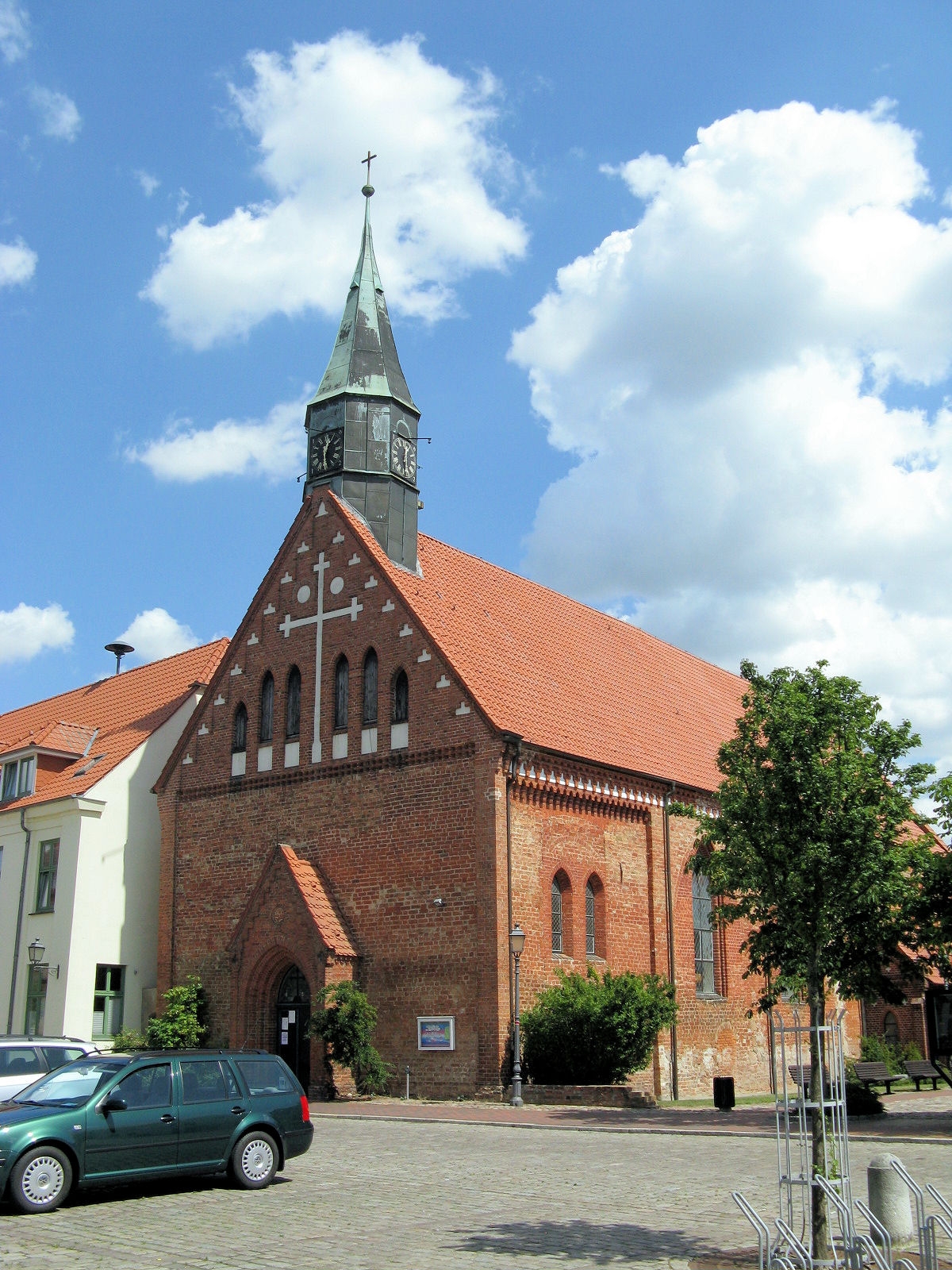
Stadtkirche Krakow am See

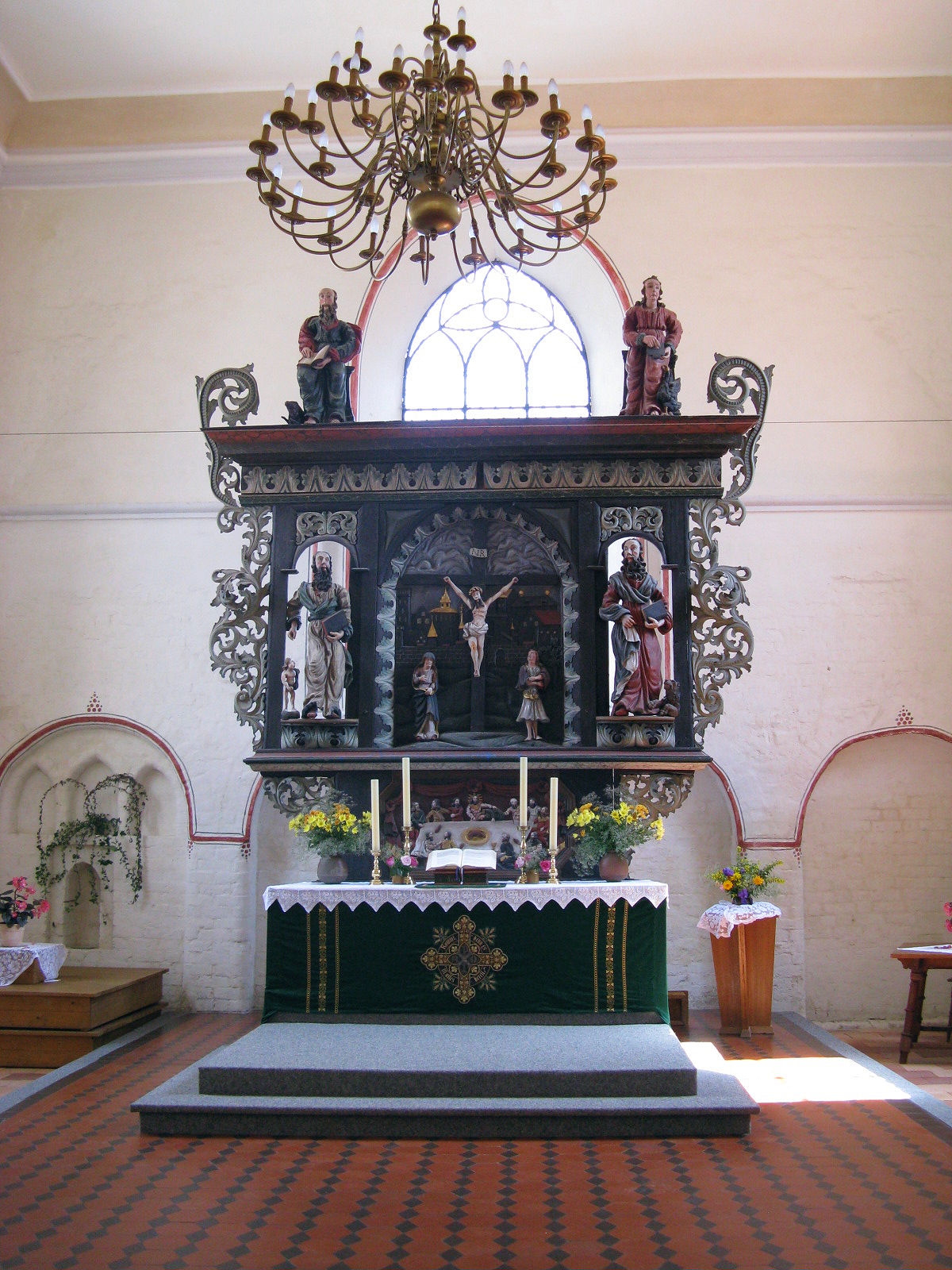
Altar

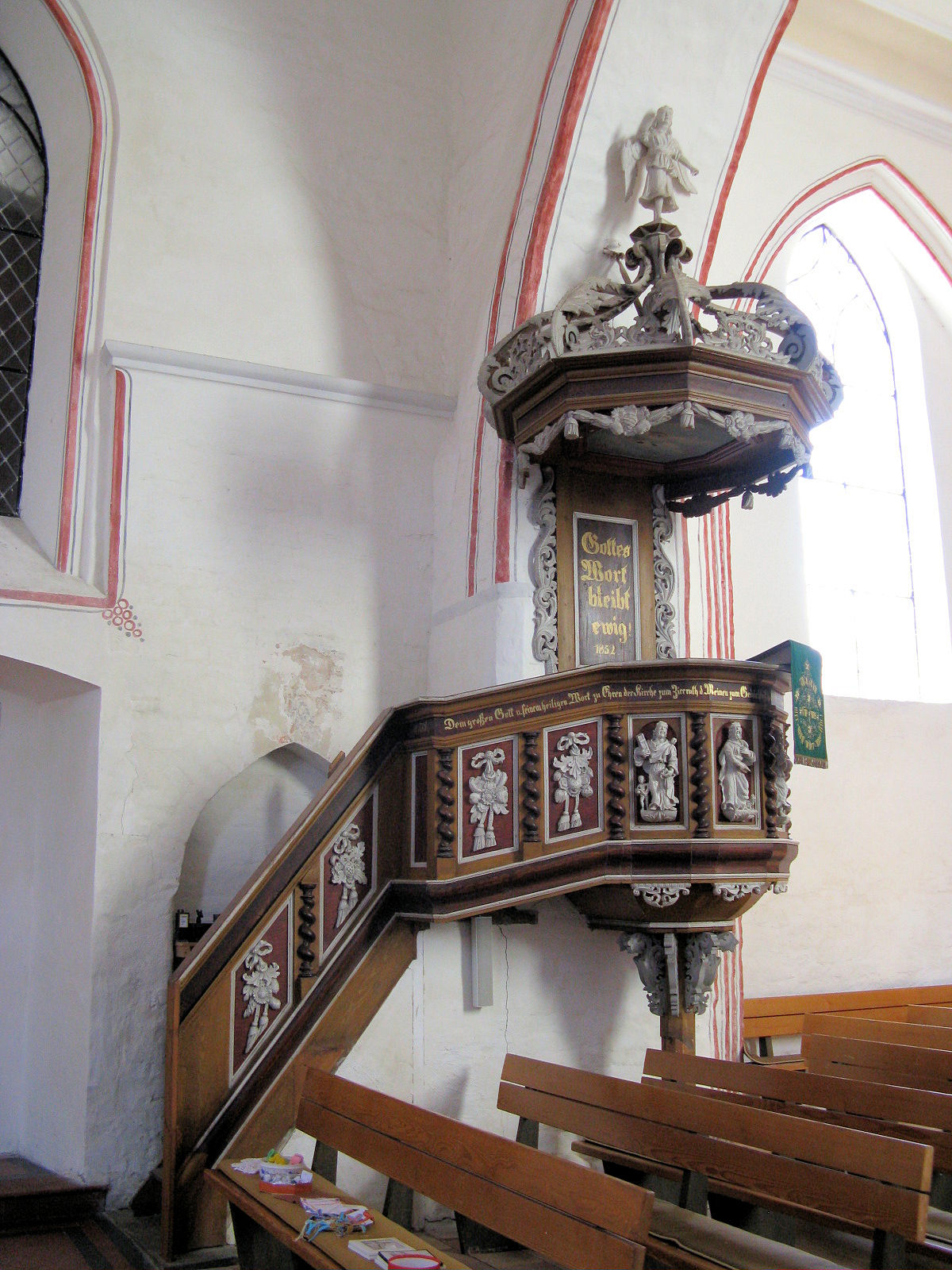
Kanzel

Die evangelische Stadtkirche Krakow am See ist eine im Kern frühgotische Saalkirche in Krakow am See im Landkreis Rostock in Mecklenburg-Vorpommern. Sie gehört zur Kirchengemeinde Krakow am See in dem Kirchenkreis Mecklenburg der Evangelisch-Lutherischen Kirche in Norddeutschland (Nordkirche).

## Geschichte und Architektur
Die Kirche ist ein flachgedeckter rechteckiger Backsteinbau, die heutige Form ist von Umbauten nach Bränden in den Jahren 1358 und 1698 bestimmt. Die Baugeschichte ist noch ungeklärt. Der Kastenchor stammt aus der Zeit um 1280, der östliche Blendengiebel ist mit einem Blendenkreuz versehen, im Innern sind rundbogige Sockelnischen angeordnet. Vermutlich nach 1358 wurden eine ursprünglich dreischiffige Hallenkirche von zwei Jochen Länge und ein eingebauter Westturm errichtet, wahrscheinlich wurden später die oberen Turmgeschosse und Seitenschiffe abgebrochen, die Arkaden geschlossen und die Fenster erneuert. Vermutlich zu Anfang des 18. Jahrhunderts wurde ein lichter Einheitsraum geschaffen; der westliche Dachreiter wurde nach 1759 aufgesetzt. Der Westgiebel, das Westportal und die Südvorhalle mit anschließender Sakristei stammen vom Ende des 19. Jahrhunderts. Vom mittelalterlichen Bauwerk stammen nur die Ostwand und Teile der Umfassungsmauern. Im Jahr 1993 wurde die barocke Architekturfarbigkeit wiederhergestellt.

## Ausstattung
Der Altaraufsatz von 1708 ist mit reicher Schnitzerei und Reliefs versehen, im Hauptfeld ist ein Kalvarienberg vor einer Stadtkulisse, in der Predella das Abendmahl dargestellt, flankiert von Figuren der Evangelisten, der Auszug fehlt (siehe Dorfkirche Duckow). Die Kanzel stammt von 1705, am Korb sind weiß gefasste Evangelistenreliefs zwischen gedrehten Säulen angebracht; der Schalldeckel ist mit einer bekrönenden Figur des Salvators über Akanthusvoluten, Fruchtgehängen und reichem Rankenwerk verziert. Gemalte Wappen von 1744 sind an der Orgelempore zu finden. Die Glocke wurde 1905 vom Zweigbetrieb M & O Ohlsson aus Lübeck geschaffen und hat den Schlagton a1+6.

## Orgel
Die Orgel ist ein Werk von Friedrich Friese III aus dem Jahr 1891 mit zehn Registern auf zwei Manualen und Pedal, das um 1900 durch Marcus Runge um zwei Register erweitert und 1994 restauriert wurde.
Die Disposition der Orgel lautet:
| I Manual C–f3  |       |
| Principal      | 8′    |
| Viola di Gamba | 8′    |
| Floete         | 8′    |
| Gedakt         | 8′    |
| Octave         | 4′    |
| Octave         | 2′    |
| Nassard        | 2 ⁄3′ |

| II Manual C–f3  |    |
| Lieblich Gedakt | 8′ |
| Salicional      | 8′ |
| Floete          | 4′ |

| Pedal C–d1 |     |
| Subbass    | 16′ |
| Octavbass  | 8′  |

- Koppeln: Pedal Koppel, Manual Koppel